# I Can’t Quit You Baby
I Can’t Quit You Baby ist ein von Willie Dixon geschriebener Blues-Standard, der durch den Chicago-Blues-Musiker Otis Rush im Jahre 1956 erstmals aufgenommen wurde. Der zwölftaktige Blues wurde von verschiedenen Musikern aufgenommen, unter anderem von Led Zeppelin, die ihn ihrem Debütalbum Led Zeppelin hinzufügten.

## Version von Otis Rush
I Can’t Quit You Baby war ein Mittel für den Arrangeur und Produzenten Willie Dixon, um Otis Rush und Cobra Records auf den Markt zu bringen, da der Song für beide die erste Single war. Aus seiner Sicht war dies ein Erfolg, da der Song 1956 den sechsten Platz in den Billboard-R&B-Charts erreichte. In seiner Autobiografie erklärte Dixon, dass I Can’t Quit You Baby von einer Beziehung handelt, durch die Rush zu dieser Zeit abgelenkt war. Dixon benutzte das, um einen leidenschaftlichen Auftritt zu erreichen.
Otis Rush griff I Can’t Quit You Baby über die Jahre mehrmals wieder auf. Am bekanntesten ist die Aufnahme für die Bluessammlung Chicago|The Blues|Today! Vol. 2 aus dem Jahr 1966. Diese Version enthält ein anderes Arrangement mit einem ungewöhnlichen Turnaround (die Tonika gefolgt von einem Akkord einen Halbton über der Tonika) und staccato gespielten Gitarreneinwürfen. Dies ist die Version, auf der wohl die meisten Coverversionen basieren.

## Version von Led Zeppelin
Die britische Rockband Led Zeppelin nahm I Can’t Quit You Baby 1968 für ihr Debütalbum Led Zeppelin auf. Ihre Version folgt grundsätzlich Otis Rushs Aufnahme von 1966, allerdings wurde die Instrumentation und Dynamik geändert. Diese Version enthält auch eine Pause zu Beginn des Gitarrensolos, in der Jimmy Page vier Takte unbegleitet spielt, bevor er das Solo beginnt. Obwohl der Turnaround am Ende des Solos verpasst wird, ist I Can’t Quit You Baby nach Keith Shadwick eines der erfolgreichsten Stücke des ersten Albums, ohne glanzlose Stellen und in einer perfekt symmetrischen Form, alles in der klassischen Blues-Tradition.
Led Zeppelin spielte I Can’t Quit You Baby regelmäßig bei Konzerten von 1968 bis Anfang 1970. Zwei Live-Versionen von 1969 sind Bestandteil der 1997 erschienenen Led Zeppelin BBC Sessions. Eine Aufführung des Songs vom 9. Januar 1970 in der Royal Albert Hall ist auf der Led Zeppelin DVD aus dem Jahr 2003 zu sehen (eine bearbeitete Fassung dieses Auftritts wurde 1982 auf dem Album Coda veröffentlicht). 1970 wurde der Song aus der Setlist der Led-Zeppelin-Konzerte gestrichen, da die Band auch Material von Led Zeppelin III auf den Konzerten spielen wollte; I Can’t Quit You Baby wurde im Grunde durch Since I’ve Been Loving You ersetzt. Allerdings wurde der Song als Teil eines Whole-Lotta-Love-Medleys während einiger Led-Zeppelin-Konzerte in den Jahren 1972 und 1973 gespielt. Der Song wurde von den Mitgliedern von Led Zeppelin für die Atlantic Records 40th Anniversary Celebration geprobt, aber während des Konzerts nicht gespielt.

## Andere Versionen
Eine Vielzahl von Musikern haben I Can’t Quit You Baby aufgenommen, unter anderem John Lee Hooker für sein Album More Real Folk Blues (produziert 1966, veröffentlicht 1991), John Mayall & the Bluesbreakers für Crusade (1967), Little Milton als Single bei Checker Records (1969), Nine Below Zero für Live at the Venue (1989), Willie Dixon für I Am the Blues (1969), Dread Zeppelin für Un-Led-Ed (1990) und Gary Moore für Power of the Blues (2004) The Rolling Stones für Blue & Lonesome 2016.

## Auszeichnung
Otis Rushs Single I Can’t Quit You Baby bei Cobra Records wurde 1994 in die Blues Hall of Fame aufgenommen.